# USS LST-209
O USS LST-209 foi um navio de guerra norte-americano da classe LST que operou durante a Segunda Guerra Mundial.